# Thomas Kelati
Thomas Matt Kail Kelati (Walla Walla, 27 settembre 1982) è un ex cestista statunitense naturalizzato polacco, professionista in Europa.

## Carriera
Con la Polonia ha disputato due edizioni dei Campionati europei (2011, 2013).

## Palmarès

### Squadra
- Campionato polacco: 1

Zielona Góra: 2016-17
- Coppa di Polonia: 1

Zielona Góra: 2017
- Eurocup: 2

Valencia: 2009-10
Chimki: 2011-12
- VTB United League: 1

Chimki: 2010-11

### Individuale
- Polska Liga Koszykówki MVP: 1

Turów Zgorzelec: 2006-07